# Aguim
Aguim é uma povoação portuguesa do município de Anadia que foi sede da extinta freguesia homónima, que tinha tinha 6,43 km² de área e 1 171 habitantes (2011), e, por isso, uma densidade populacional de 182,1 hab/km².
A freguesia foi extinta em 2013, no âmbito de uma reforma administrativa nacional, tendo sido agregada às freguesias de Tamengos e Óis do Bairro, para formar uma nova freguesia denominada União das Freguesias de Tamengos, Aguim e Óis do Bairro com sede em Tamengos.
Até 11 de junho de 1993, a designação oficial de Aguim era Nossa Senhora do Ó de Aguim.
Foi vila e sede de concelho entre 1238 e 1836. Este era constituído pela freguesia de Tamengos, onde antes estava incorporada Aguim.

## População
| 1991  | 2001  | 2011  |
| 1.276 | 1.227 | 1.171 |

Criada a freguesia de Nossa Senhora do Ó de Aguim pela Lei nº 84/89, de 30/08/1989, com lugares desanexados da feguesia de Tamengos. Em 11 de Junho de 1993, foi alterado o nome da freguesia para Aguim pela Lei nº 17-N/93.
| Distribuição da População por Grupos Etários | Distribuição da População por Grupos Etários | Distribuição da População por Grupos Etários | Distribuição da População por Grupos Etários | Distribuição da População por Grupos Etários | Distribuição da População por Grupos Etários | Distribuição da População por Grupos Etários | Distribuição da População por Grupos Etários | Distribuição da População por Grupos Etários | Distribuição da População por Grupos Etários |
| -------------------------------------------- | -------------------------------------------- | -------------------------------------------- | -------------------------------------------- | -------------------------------------------- | -------------------------------------------- | -------------------------------------------- | -------------------------------------------- | -------------------------------------------- | -------------------------------------------- |
| Ano                                          | 0-14 Anos                                    | 015-24 Anos                                  | 25-64 Anos                                   | < 65 Anos                                    |                                              | 0-14 Anos                                    | 015-24 Anos                                  | 25-64 Anos                                   | < 65 Anos                                    |
| 2001                                         | 167                                          | 159                                          | 676                                          | 225                                          |                                              | 13,6%                                        | 13,0%                                        | 55,1%                                        | 18,3%                                        |
| 2011                                         | 139                                          | 116                                          | 635                                          | 281                                          |                                              | 11,9%                                        | 9,9%                                         | 54,2%                                        | 24,0%                                        |

## Património
- Casa da Quinta do Tanque ou Casa dos Cerveiras e o grupo escultórico de São Cosme e São Damião, na capela anexa.
- Casa dos Castilhos
- Casa da Câmara